# Lopinavir/ritonavir
Lopinavir/ritonavir (LPV/r), que se vende bajo la marca Kaletra entre otros, es un medicamento de combinación en dosis fija para el tratamiento y la prevención del VIH/SIDA.  Combina lopinavir con una dosis baja de ritonavir. Generalmente se recomienda su uso con otros antirretrovirales. Puede usarse para la prevención después de una lesión por pinchazo con aguja u otra exposición potencial. Se administra por vía oral como una tableta, cápsula o solución.
Los efectos secundarios comunes incluyen diarrea, vómitos, cansancio, dolor de cabeza y dolores musculares. Los efectos secundarios graves pueden incluir pancreatitis, problemas hepáticos y niveles altos de azúcar en la sangre. Se usa comúnmente en el embarazo y parece ser seguro. Ambos medicamentos son inhibidores de la proteasa del VIH. El ritonavir funciona al disminuir la descomposición del lopinavir.
Lopinavir/ritonavir como un solo medicamento fue aprobado para su uso en los Estados Unidos el año 2000.  Está en la Lista de medicamentos esenciales de la Organización Mundial de la Salud, los medicamentos más efectivos y seguros que se necesitan en un sistema de salud. El costo mayorista en el mundo en desarrollo es de US$18,96 a 113,52 por mes.  En los Estados Unidos, no está disponible como medicamento genérico y cuesta más de US$200 por un suministro mensual típico para el año 2016.

## Usos médicos
Para el año 2006, lopinavir/ritonavir forma parte de la combinación preferida para la terapia de primera línea recomendada por el Departamento de Salud y Servicios Humanos de los Estados Unidos en 2006.

## Efectos adversos
Los efectos adversos más comunes observados con lopinavir/ritonavir son diarrea y náuseas. En ensayos clínicos clave, se produjo diarrea moderada o grave en hasta el 27% de los pacientes y náuseas moderadas /graves en hasta el 16%. Otros efectos adversos comunes incluyen dolor abdominal, astenia, dolor de cabeza, vómitos y, particularmente en niños, erupción cutánea.
Las enzimas hepáticas elevadas y la hiperlipidemia (tanto hipertrigliceridemia como hipercolesterolemia) también se observan comúnmente durante el tratamiento con lopinavir/ritonavir. 
Se anticipa que Lopinavir/ritonavir tenga diversos grados de interacción con otros medicamentos que también son sustratos de CYP3A y/o P-gp.
Las personas con una cardiopatía estructural, anomalías en el sistema de conducción preexistente, cardiopatía isquémica o cardiomiopatías deben usar lopinavir/ritonavir con precaución.
El 8 de marzo de 2011, la Administración de Medicamentos y Alimentos de los EE. UU. notificó a los profesionales de la salud los graves problemas de salud que se han reportado en bebés prematuros que reciben solución oral de lopinavir/ritonavir, probablemente debido a su contenido de propilenglicol. Se recomienda evitar el uso en bebés prematuros.

## Historia
Lopinavir fue desarrollado por Abbott en un intento por mejorar la resistencia al VIH y las propiedades de unión a proteínas séricas del inhibidor de la proteasa anterior de la compañía, el ritonavir. Administrado solo, lopinavir tiene una biodisponibilidad insuficiente; sin embargo, al igual que varios inhibidores de la proteasa del VIH, sus niveles en sangre aumentan considerablemente con dosis bajas de ritonavir, un potente inhibidor del citocromo P450 3A4. Abbott, por lo tanto, siguió una estrategia de administración conjunta de lopinavir con dosis subtraterapéuticas de ritonavir, y el lopinavir solo se comercializa como una coformulación con ritonavir. Es la primera cápsula de medicamentos múltiples que contiene un medicamento que no está disponible individualmente. 
Lopinavir/ritonavir fue aprobado por la FDA de EE. UU. el 15 de septiembre de 2000 y en Europa en abril de 2001. Su patente vencía en los Estados Unidos el 26 de junio de 2016. 
Abbott Laboratories fue uno de los primeros usuarios de Advanced Photon Source, una fuente de luz de radiación sincrotrón nacional en el Laboratorio Nacional de Argonne. Uno de los primeros proyectos de investigación realizados en Advanced Photon Source fue el Virus de Inmunodeficiencia Humana.  Usando la cristalografía de rayos X, los investigadores encontraron los puntos de ataque de los inhibidores de la proteasa del VIH, agentes que bloquean la descomposición de las proteínas. Los inhibidores de la proteasa impiden que el VIH haga nuevas copias de sí mismo al bloquear el último paso del proceso, cuando el virus intenta replicarse, y de ese descubrimiento surgió el medicamento Kaletra/Aluvia.

## Costo
Como resultado de los altos precios y la propagación de la infección por VIH, el gobierno de Tailandia emitió una licencia obligatoria el 29 de enero de 2007 para producir y/o importar versiones genéricas de lopinavir y ritonavir. En respuesta, Abbott Laboratories retiró su registro para lopinavir y siete de sus otros nuevos medicamentos en Tailandia, citando la falta de respeto del gobierno tailandés por las patentes. La actitud de Abbott ha sido denunciada por varias ONG de todo el mundo, incluida una huelga en la red iniciada por Act Up-Paris y un llamado público para boicotear todos los medicamentos de Abbott por parte de la ONG francesa AIDES.